# Quantula striata
Espèce
Quantula striata est une espèce d'escargots terrestres tropicaux de taille moyenne et à respiration aérienne. C'est un mollusque gastéropode terrestre pulmoné de la famille des Dyakiidae. Cette espèce semble être unique parmi les gastéropodes terrestres du fait qu'elle soit bioluminescente : ses œufs brillent dans le noir, et les juvéniles et la plupart des adultes émettent des éclairs de lumière verte. 

## Distribution
Cette espèce est présente à Singapour, en Malaisie, au Cambodge, aux Philippines, aux Fidji et dans certaines îles de l'archipel de Riau .

## Description de la coquille
La coquille de cette espèce est dextre (droite) en enroulement. La coquille d'un escargot adulte mesure 16 à 27 mm de largeur. L'ombilic est étroit. La couleur de la coquille est brune, passant au blanc en dessous.

## Anatomie
La longueur du corps est jusqu'à 5–6 cm. La partie dorsale de la tête et du pied est de couleur brun foncé. Les parties ventrales sont de couleur blanc crème. Les tentacules oculaires sont longs et les taches oculaires sont grandes. 

## Bioluminescence
Quantula striata est le seul gastéropode terrestre connu pour présenter une bioluminescence. Cela n'a été découvert qu'en 1942, lorsqu'il a été rapporté par le Dr Yata Haneda (voir aussi Haneda 1946), probablement parce que les éclairs sont assez faibles. Le but de cette bioluminescence n'est pas encore entièrement compris, mais on pense qu'il a un lien avec la communication animale. La lumière est émise par un organe appelé "organe de Haneda" situé dans la région tête-pied de l'escargot adulte. Cet organe est constitué d'un amas de cellules large de 0,5 et fait partie de la glande suprapédale. L'escargot clignote lorsqu'il se déplace, et moitié moins intensément lorsqu'il se nourrit, et ne clignote pas lorsqu'il est inactif. Les flashs durent de 0,5 à 6,0 s.
La lumière produite est jaune-vert, avec une longueur d'onde d'environ 515 nm. La substance qui la produit n'a pas encore été identifiée. Isobe et al. (1991) ont déclaré que la substance fluorescente « pouvait être similaire à la flavine ».
Les œufs de cette espèce brillent, tout comme les escargots nouvellement éclos. Les juvéniles peuvent produire des éclairs de lumière, tout comme la plupart des adultes, mais pas tous.

## Écologie
À Singapour, ces escargots vivent dans une variété d'habitats perturbés, tels que les pelouses, les allées et les dépotoirs, et comme la plupart des escargots terrestres, ils sont observés plus souvent après la pluie.
Ces escargots se nourrissent de végétation, de fruits et de légumes, ainsi que de la chair en décomposition d'animaux déjà morts,.
En captivité, les escargots peuvent se nourrir de concombre, de laitue, de carottes, de pomme et d'œufs durs,,. Les escargots peuvent manger de la craie pour le calcium et de la nourriture pour rats disponible dans le commerce pour les protéines.

## Systématique
Le nom valide complet (avec auteur) de ce taxon est Quantula striata (J.E.Gray, 1834).
L'espèce a été initialement classée dans le genre Nanina sous le protonyme Nanina striata J.E.Gray, 1834.
Quantula striata a pour synonymes :
- Ariophanta striata (J.E.Gray, 1834)
- Helix naninoides Benson, 1842
- Hemiplecta leechi de Morgan, 1885
- Nanina striata J.E.Gray, 1834

## Voir également
- Latia neritoides, l'autre gastéropode pulmoné présentant une bioluminescence.